# Rakovica (Ilidža)
Pour les articles homonymes, voir Rakovica.
Rakovica (en cyrillique : Раковица) est un village de Bosnie-Herzégovine. Il est situé dans la municipalité d'Ilidža, dans le canton de Sarajevo et dans la fédération de Bosnie-et-Herzégovine. Selon les premiers résultats du recensement bosnien de 2013, il compte 1 988 habitants.

## Démographie

### Évolution historique de la population
| 1948 | 1953 | 1961 | 1971  | 1981  | 1991  | 2013  |
| ---- | ---- | ---- | ----- | ----- | ----- | ----- |
| -    | -    | 629  | 1 008 | 1 097 | 1 374 | 1 988 |

|  |

### Communauté locale
En 1991, la communauté locale de Rakovica comptait 2 715 habitants, répartis de la manière suivante :